# Manettia paucinervis
Manettia paucinervis är en måreväxtart som beskrevs av Ignatz Urban. Manettia paucinervis ingår i släktet Manettia och familjen måreväxter.
Artens utbredningsområde är Haiti. Inga underarter finns listade i Catalogue of Life.